# Israel Acrelius

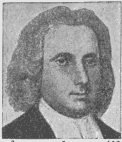
Israel Acrelius

Israel Acrelius, född 25 december 1714 i Österåker i Roslagen, död 25 april 1800 var en svensk präst. Han var bror till Olof af Acrel.

## Biografi
Acrelius blev färdigutbildad präst och filosofie magister i Uppsala 1743 och utsågs av Henrik Benzelius till själasörjare för de svenska församlingarna i Pennsylvania, dit han reste 1749. I Kristine församling i Philadelphia bedrev han en omfattande verksamhet tills han 1757 på grund av hälsoproblem tvingades att återvända till Sverige. Året efter utnämndes han till kyrkoherde i Fellingsbro i Västerås stift. Då han avled var han kontraktsprost och teologie doktor.
Han beskrev vistelsen i USA i sin Beskrifning om de Svenska Församlingars forna och närvarande tillstånd uti det så kallade Nya Sverige.